# Flemingia paniculata
Flemingia paniculata är en ärtväxtart som beskrevs av George Bentham. Flemingia paniculata ingår i släktet Flemingia och familjen ärtväxter. Inga underarter finns listade i Catalogue of Life.